# Аранђел Милосављевић
Аранђел Милосављевић (1782. — 1859) био кнез вароши Јагодина и председник магистрата (суда) у Јагодини.
Кнез вароши Јагодина постао је 1. новембра 1821. године. На месту кнеза Јагодине заменио је дотадашњег кнеза Михаила Јовановића-Кујунџића.
Када је 1823. године основан нахијски суд у Јагодини — магистрат, Аранђел Милосављевић је 1824. године постављен за прог председника тог суда. На овом месту се налазио до 1836. године.
Док је био кнез Јагодине, саградио је „Шарену кафану“, која је била симбол старе Јагодине.
Сахрањен је на гробљу у Јагодини 1859. године